# Alexander Djiku
Alexander Kwabena Baidooh Djiku (Montpellier, 9 agosto 1994) è un calciatore ghanese, di origini senegalesi, difensore del Fenerbahçe e della nazionale ghanese.

## Caratteristiche tecniche
Giocatore duttile che può essere impiegato in tutti i ruoli della difesa.

## Carriera

### Club
Cresciuto nel settore giovanile del Bastia, ha esordito in prima squadra il 18 dicembre 2013, nella partita di Coppa di Lega persa per 2-1 contro l'Évian TG.
L'11 luglio 2017 viene ceduto, per 1,8 milioni di euro (più un altro eventuale di bonus) al Caen, con cui firma un quadriennale.
Il 5 luglio 2019 viene acquistato dallo Strasburgo per 4 milioni di euro firmando un contratto quadriennale.
Al termine naturale del contratto nel giugno 2023 rimane svincolato; mentre il 10 luglio successivo viene ingaggiato dai turchi del Fenerbahçe.

### Nazionale
Ha esordito in nazionale nel 2020; è stato convocato per la Coppa delle nazioni africane 2021.

## Statistiche

### Presenze e reti nei club
Statistiche aggiornate al 10 luglio 2023.
| Stagione          | Squadra           | Campionato        | Campionato | Campionato | Coppe nazionali | Coppe nazionali | Coppe nazionali | Coppe continentali | Coppe continentali | Coppe continentali | Altre coppe | Altre coppe | Altre coppe | Totale | Totale |
| Stagione          | Squadra           | Comp              | Pres       | Reti       | Comp            | Pres            | Reti            | Comp               | Pres               | Reti               | Comp        | Pres        | Reti        | Pres   | Reti   |
| ----------------- | ----------------- | ----------------- | ---------- | ---------- | --------------- | --------------- | --------------- | ------------------ | ------------------ | ------------------ | ----------- | ----------- | ----------- | ------ | ------ |
| 2013-2014         | Bastia            | L1                | 0          | 0          | CF+CdL          | 0+1             | 0               | -                  | -                  | -                  | -           | -           | -           | 1      | 0      |
| 2014-2015         | Bastia            | L1                | 2          | 0          | CF+CdL          | 1+2             | 0               | -                  | -                  | -                  | -           | -           | -           | 5      | 0      |
| 2015-2016         | Bastia            | L1                | 20         | 0          | CF+CdL          | 1+0             | 0               | -                  | -                  | -                  | -           | -           | -           | 21     | 0      |
| 2016-2017         | Bastia            | L1                | 23         | 1          | CF+CdL          | 1+0             | 0               | -                  | -                  | -                  | -           | -           | -           | 24     | 1      |
| Totale Bastia     | Totale Bastia     | Totale Bastia     | 45         | 1          |                 | 6               | 0               |                    | -                  | -                  |             | -           | -           | 51     | 1      |
| 2017-2018         | Caen              | L1                | 28         | 0          | CF+CdL          | 4+1             | 0               | -                  | -                  | -                  | -           | -           | -           | 33     | 0      |
| 2018-2019         | Caen              | L1                | 31         | 1          | CF+CdL          | 3+1             | 0               | -                  | -                  | -                  | -           | -           | -           | 35     | 1      |
| Totale Caen       | Totale Caen       | Totale Caen       | 59         | 1          |                 | 9               | 0               |                    | -                  | -                  |             | -           | -           | 68     | 1      |
| 2019-2020         | Strasburgo        | L1                | 25         | 1          | CF+CdL          | 1+2             | 1+0             | UEL                | 5                  | 0                  | -           | -           | -           | 33     | 2      |
| 2020-2021         | Strasburgo        | L1                | 30         | 0          | CF              | 0               | 0               | -                  | -                  | -                  | -           | -           | -           | 30     | 0      |
| 2021-2022         | Strasburgo        | L1                | 31         | 1          | CF              | 2               | 0               | -                  | -                  | -                  | -           | -           | -           | 33     | 1      |
| 2022-2023         | Strasburgo        | L1                | 31         | 1          | CF              | 0               | 0               | -                  | -                  | -                  | -           | -           | -           | 31     | 1      |
| Totale Strasburgo | Totale Strasburgo | Totale Strasburgo | 117        | 3          |                 | 5               | 1               |                    | 5                  | 0                  |             | -           | -           | 127    | 4      |
| 2023-2024         | Fenerbahçe        | SL                | 25         | 3          | CT              | 0               | 0               | UECL               | 11                 | 0                  | ST          | 0           | 0           | 36     | 3      |
| 2024-2025         | Fenerbahçe        | SL                | 18         | 0          | CT              | 1               | 0               | UCL+UEL            | 4+7                | 0+1                | -           | -           | -           | 30     | 1      |
| Totale Fenerbahce | Totale Fenerbahce | Totale Fenerbahce | 43         | 3          |                 | 1               | 0               |                    | 22                 | 1                  |             | 0           | 0           | 66     | 4      |
| Totale carriera   | Totale carriera   | Totale carriera   | 264        | 8          |                 | 21              | 1               |                    | 27                 | 1                  |             | 0           | 0           | 312    | 10     |

### Cronologia presenze e reti in nazionale
| Cronologia completa delle presenze e delle reti in nazionale ― Ghana | Cronologia completa delle presenze e delle reti in nazionale ― Ghana | Cronologia completa delle presenze e delle reti in nazionale ― Ghana | Cronologia completa delle presenze e delle reti in nazionale ― Ghana | Cronologia completa delle presenze e delle reti in nazionale ― Ghana | Cronologia completa delle presenze e delle reti in nazionale ― Ghana | Cronologia completa delle presenze e delle reti in nazionale ― Ghana | Cronologia completa delle presenze e delle reti in nazionale ― Ghana |
| Data                                                                 | Città                                                                | In casa                                                              | Risultato                                                            | Ospiti                                                               | Competizione                                                         | Reti                                                                 | Note                                                                 |
| -------------------------------------------------------------------- | -------------------------------------------------------------------- | -------------------------------------------------------------------- | -------------------------------------------------------------------- | -------------------------------------------------------------------- | -------------------------------------------------------------------- | -------------------------------------------------------------------- | -------------------------------------------------------------------- |
| 9-10-2020                                                            | Antalya                                                              | Mali                                                                 | 3 – 0                                                                | Ghana                                                                | Amichevole                                                           | -                                                                    |                                                                      |
| 12-10-2020                                                           | Aksu                                                                 | Ghana                                                                | 5 – 1                                                                | Qatar                                                                | Amichevole                                                           | -                                                                    |                                                                      |
| 12-11-2020                                                           | Cape Coast                                                           | Ghana                                                                | 2 – 0                                                                | Sudan                                                                | Qual. Coppa d'Africa 2021                                            | -                                                                    |                                                                      |
| 17-11-2020                                                           | Omdurman                                                             | Sudan                                                                | 1 – 0                                                                | Ghana                                                                | Qual. Coppa d'Africa 2021                                            | -                                                                    | 79’                                                                  |
| 8-6-2021                                                             | Rabat                                                                | Marocco                                                              | 1 – 0                                                                | Ghana                                                                | Amichevole                                                           | -                                                                    | 46’                                                                  |
| 12-6-2021                                                            | Cape Coast                                                           | Ghana                                                                | 0 – 0                                                                | Costa d'Avorio                                                       | Amichevole                                                           | -                                                                    | 73’                                                                  |
| 3-9-2021                                                             | Cape Coast                                                           | Ghana                                                                | 1 – 0                                                                | Etiopia                                                              | Qual. Mondiali 2022                                                  | -                                                                    |                                                                      |
| 6-9-2021                                                             | Durban                                                               | Sudafrica                                                            | 1 – 0                                                                | Ghana                                                                | Qual. Mondiali 2022                                                  | -                                                                    |                                                                      |
| 9-10-2021                                                            | Cape Coast                                                           | Ghana                                                                | 3 – 1                                                                | Zimbabwe                                                             | Qual. Mondiali 2022                                                  | -                                                                    | 48’                                                                  |
| 12-10-2021                                                           | Harare                                                               | Zimbabwe                                                             | 0 – 1                                                                | Ghana                                                                | Qual. Mondiali 2022                                                  | -                                                                    | 52’ 74’                                                              |
| 14-11-2021                                                           | Cape Coast                                                           | Ghana                                                                | 1 – 0                                                                | Sudafrica                                                            | Qual. Mondiali 2022                                                  | -                                                                    |                                                                      |
| 5-1-2022                                                             | Ar Rayyan                                                            | Algeria                                                              | 3 – 0                                                                | Ghana                                                                | Amichevole                                                           | -                                                                    |                                                                      |
| 10-1-2022                                                            | Yaoundé                                                              | Marocco                                                              | 1 – 0                                                                | Ghana                                                                | Coppa d'Africa 2021 - 1º turno                                       | -                                                                    | 17’                                                                  |
| 14-1-2022                                                            | Yaoundé                                                              | Gabon                                                                | 1 – 1                                                                | Ghana                                                                | Coppa d'Africa 2021 - 1º turno                                       | -                                                                    |                                                                      |
| 18-1-2022                                                            | Garoua                                                               | Ghana                                                                | 2 – 3                                                                | Comore                                                               | Coppa d'Africa 2021 - 1º turno                                       | 1                                                                    |                                                                      |
| 25-3-2022                                                            | Kumasi                                                               | Ghana                                                                | 0 – 0                                                                | Nigeria                                                              | Qual. Mondiali 2022                                                  | -                                                                    | 62’                                                                  |
| 29-3-2022                                                            | Abuja                                                                | Nigeria                                                              | 1 – 1                                                                | Ghana                                                                | Qual. Mondiali 2022                                                  | -                                                                    |                                                                      |
| 23-9-2022                                                            | Le Havre                                                             | Brasile                                                              | 3 – 0                                                                | Ghana                                                                | Amichevole                                                           | -                                                                    |                                                                      |
| 24-11-2022                                                           | Doha                                                                 | Portogallo                                                           | 3 – 2                                                                | Ghana                                                                | Mondiali 2022 - 1º turno                                             | -                                                                    |                                                                      |
| 28-11-2022                                                           | Al Rayyan                                                            | Corea del Sud                                                        | 2 – 3                                                                | Ghana                                                                | Mondiali 2022 - 1º turno                                             | -                                                                    | 83’                                                                  |
| 23-3-2023                                                            | Kumasi                                                               | Ghana                                                                | 1 – 0                                                                | Angola                                                               | Qual. Coppa d'Africa 2023                                            | -                                                                    | 87’                                                                  |
| 7-9-2023                                                             | Kumasi                                                               | Ghana                                                                | 2 – 1                                                                | Rep. Centrafricana                                                   | Qual. Coppa d'Africa 2023                                            | -                                                                    | 47’                                                                  |
| 12-9-2023                                                            | Accra                                                                | Ghana                                                                | 3 – 1                                                                | Liberia                                                              | Amichevole                                                           | -                                                                    | Cap. 46’                                                             |
| 8-1-2024                                                             | Kumasi                                                               | Ghana                                                                | 0 – 0                                                                | Namibia                                                              | Amichevole                                                           | -                                                                    |                                                                      |
| 14-1-2024                                                            | Abidjan                                                              | Ghana                                                                | 1 – 2                                                                | Capo Verde                                                           | Coppa d'Africa 2023 - 1º turno                                       | 1                                                                    | 10’                                                                  |
| 18-1-2024                                                            | Abidjan                                                              | Egitto                                                               | 2 – 2                                                                | Ghana                                                                | Coppa d'Africa 2023 - 1º turno                                       | -                                                                    |                                                                      |
| 22-1-2024                                                            | Abidjan                                                              | Mozambico                                                            | 2 – 2                                                                | Ghana                                                                | Coppa d'Africa 2023 - 1º turno                                       | -                                                                    | 62’                                                                  |
| 6-6-2024                                                             | Bamako                                                               | Mali                                                                 | 1 – 2                                                                | Ghana                                                                | Qual. Mondiali 2026                                                  | -                                                                    |                                                                      |
| 10-6-2024                                                            | Kumasi                                                               | Ghana                                                                | 4 – 3                                                                | Rep. Centrafricana                                                   | Qual. Mondiali 2026                                                  | -                                                                    |                                                                      |
| 10-10-2024                                                           | Accra                                                                | Ghana                                                                | 0 – 0                                                                | Sudan                                                                | Qual. Coppa d'Africa 2025                                            | -                                                                    |                                                                      |
| 15-10-2024                                                           | Bengasi                                                              | Sudan                                                                | 2 – 0                                                                | Ghana                                                                | Qual. Coppa d'Africa 2025                                            | -                                                                    |                                                                      |
| 21-3-2025                                                            | Accra                                                                | Ghana                                                                | 5 – 0                                                                | Ciad                                                                 | Qual. Mondiali 2026                                                  | -                                                                    |                                                                      |
| 24-3-2025                                                            | Al Hoceima                                                           | Madagascar                                                           | 0 – 3                                                                | Ghana                                                                | Qual. Mondiali 2026                                                  | -                                                                    |                                                                      |
| Totale                                                               |                                                                      | Presenze                                                             | 33                                                                   |                                                                      | Reti                                                                 | 2                                                                    |                                                                      |